# Arue, Landes
Arue är en kommun i departementet Landes i regionen Nouvelle-Aquitaine i sydvästra Frankrike. Kommunen ligger i kantonen Roquefort som tillhör arrondissementet Mont-de-Marsan. År 2022 hade Arue 358 invånare.

## Befolkningsutveckling
Antalet invånare i kommunen Arue
Referens:INSEE